# Washington State Route 10

Mapa silnice.

Washington State Route 10 je silnice v americkém státě Washington. Vede asi 26 kilometrů souběžně s Interstate 90 a končí asi 5 kilometrů severozápadně od Ellensburgu. Ve dvacátých a třicátých letech minulého století měla přezdívku Yellowstone Highway, jelikož ji nutně použili ti, již cestovali ze Seattlu do Yellowstoneského národního parku.
Dříve byla silnice částí původní U.S. Route 10, jež spojovala Detroit se Seattlem, nyní však končí už na východě Severní Dakoty. V západněji ležících oblastech ji nahradily Interstate 94 a Interstate 90. State Route 10 je jedním ze segmentů původní U.S. Route 10, v jejíž cestě nyní proudí Interstate 90, které spojovaly dálnici s městy mimo její trasu. Milníky na této silnici jsou stále počítány od Seattlu, což je další odkaz na původní silnici.
Silnice spojuje města Cle Elum, Bristol, Thorp a Ellensburg, po většinu své trasy prochází nezačleněným územím okresu Kittitas. Od Interstate 90 ji mnohdy dělí pouze řeka Yakima.